# Sixtus Braun
Sixtus Braun, auch Bruno oder Brunus genannt (* um 1550 in Döbeln; † 18. Juli 1614 in Naumburg (Saale)), war ein deutscher Stadtschreiber und Syndikus der Stadt Naumburg (Saale) und von 1592 bis 1614 Bürgermeister ebenda.

## Leben
Braun war der Sohn des evangelisch-lutherischen Geistlichen und späteren Generalsuperintendenten von Wurzen, Valentin Braun, und seiner Ehefrau Barbara, geb. Schreber. In erster Ehe war er mit Euphemia Knisse verheiratet. Nach deren Tod ehelichte er im Jahr 1610 Martha Wacke. Braun, der auch das Haus Markt 2 in Naumburg besaß, erwarb später auch das Rittergut Großjena.
Braun besuchte vom 14. Juni 1563 bis zum 1. August 1566 die Fürstenschule Grimma. Es folgte ein Studium an der Universität Leipzig. Die dortigen Prüfungen schloss er am 20. März 1568 als Bakkalaureus bzw. am 26. Januar 1570 als Magister ab. Über die Tätigkeit Brauns in den Folgejahren ist nichts bekannt. Erst zwischen 1576 und 1578 kann er als Registrator in Weimar nachgewiesen werden. Von dort aus wechselte er als Stadtschreiber und Syndikus nach Naumburg. Als solcher hatte er ein hohes Amt in der Stadtverwaltung inne, durch dessen geschickte Ausfüllung er hohes Ansehen bei seinen Mitbürgern erwarb. Im Jahr 1592 wurde er erstmals zum Bürgermeister Naumburgs gewählt und bis zu seinem Tod bei jeder weiteren Wahl wieder im Amt bestätigt.
Im Jahr 1613 wurde Braun zusammen mit seinen Brüdern und Nachkommen von Kaiser Matthias in den rittermäßigen Reichsadelsstand versetzt.

## Schriften
Mit dem Album civium naumburgensium stellte Braun im Jahr anhand historischer Urkundenbestände ein Bürgerbuch aller bis zu diesem Jahr aufgenommenen Bürger zusammen, das bis zur Einführung von Melderegistern über 250 Jahre später Verwendung hatte.
Seine Annales Numburgenses stellen ein umfassendes Werk zur Naumburger Stadtgeschichte von 799 bis 1613 dar, das primär der zusammengefassten Darstellung der Rechte Naumburgs gegenüber anderen Herrschaftsterritorien dienen sollte. Beide Handschriften sind im Stadtarchiv Naumburg erhalten.

## Ehrungen
- Die Stadt Naumburg benannte die Sixtus-Braun-Straße nach ihrem ehemaligen Bürgermeister.